# Света-Неделя
Света-Неделя (хорв. Sveta Nedelja) — город в центральной Хорватии, в жупании Загребачка, расположенный в 17 км к западу от центра Загреба и в 6 км к востоку от Самобора. По данным переписи 2001 г. сам город насчитывал 1 257 жителей, а община — 15 506 человек, 97,63 % из которых составляли хорваты. Название города буквально означает «святое воскресенье».
В городе находится главный офис автомобилестроительной компании Rimac Automobili, которая производит электромобили (Rimac Concept One, Rimac Concept S, Rimac Concept Two).